# Bernard Lietaer
Bernard Lietaer est un économiste et universitaire belge né le 7 février 1942 à Menin en Belgique et mort le 4 février 2019 à Hoyerhagen en Allemagne.

## Biographie

### Activités
Professeur à l’université de Californie à Berkeley, ancien haut fonctionnaire de la Banque nationale de Belgique, cofondateur de l'euro, membre du club de Rome, Bernard Lietaer est spécialiste des questions monétaires internationales. Il est un des défenseurs les plus connus des monnaies complémentaires, et en particulier régionales. Il est persuadé qu’elles prendront une place de plus en plus importante par rapport aux monnaies officielles.

### Responsabilités
- Directeur à la Banque nationale de Belgique[3],
- Président de système de paiement électronique de Belgique[4],
- Participant à la création de l'euro,
- Président de Access Foundation[5].
- Membre de la Conférence Olivaint de Belgique pendant ses études[6].

## Publications
- Bernard Lietaer (trad. de l'allemand), Monnaies régionales : de nouvelles voies vers une prospérité durable, Paris, éditions Charles Léopold Meyer, 2008, 241 p. (ISBN 978-2-84377-144-6, lire en ligne)
- (en) Bernard Lietaer, The Future of Money: Creating New Wealth, Work and a Wiser World, Century, 2002 (ISBN 978-0712699914)
- Bernard Lietaer (trad. de l'allemand), Au cœur de la monnaie. Systèmes monétaires, inconscient collectif, archétypes et tabous, Gap, éditions Yves Michel, septembre 2011, 463 p. (ISBN 978-2-913492-98-1)
- (en) Gwendolyn Hallsmith,  Bernard Lietaer, Creating Wealth: Growing Local Economies with Local Currencies, New Society Publishers, 28 mai 2011 (ISBN 9780865716674)
- Bernard Lietaer, Christian Arnsperger, Sally Goerner et Stefann Brunnhuber, Halte à la toute-puissance des banques : Pour un système monétaire durable, Paris, Odile Jacob, 2012, 295 p. (ISBN 978-2-7381-2857-7)
- Bernard Lietaer, Réinventons la monnaie, éditions Yves Michel, 2016  (ISBN 9782364290808)